# إيميريتي
إيميريتي هي منطقة في جورجيا، عاصمتها كوتايسي، تبلغ مساحتها 6٬516 كيلومتر مربع وهي منطقة كبيرة في قلب جورجيا، هي موطن لأكثر من نصف مليون شخص

## التقسيمات الإدارية
- بلدية فاني
- بلدية تيرجولا
- بلدية ساشخير
- بلدية خراجولي
- بلدية زيستافوني
- كوتايسي .